# لغات ينيسية
لغات ينيسية، عائلة لغوية تنتشر لغاتها منذ القدم وحتى الآن في محيط نهر ينيسي الواقع في الإقليم الأوسط من سيبيريا.

## التصنيفات اللغوية ضمن العائلة
0. البروتو-ينيسية ( وُجدت 500 ق م وانقسمت في حوالي 1 للميلاد)
1. ينيسية شمالية (انقسمت في حوالي 700 للميلاد)
1.1. كيت (200 متكلم)
1.2. يوغ (انقرضت في العام 1990)
2.ينيسية جنوبية
2.1. كوت-أسان (انقسمت في حوالي 1200 للميلاد)
2.1.1. كوت (انقرضت حوالي 1800 للميلاد)
2.1.2. أسان (انقرضت حوالي 1800 للميلاد)
2.2. أرين-بومبوكول (انقسمت في حوالي 550 للميلاد)
2.2.1. أرين (انقرضت في 1800 للميلاد)
2.2.2. بومبوكول (انقرضت في 1750 للميلاد)
لم يبقَ على قيد التداول حتى القرن العشرين إلا اثنتين من اللغات المنتمية لهذه العائلة، الكيت بمئتين من المتكلمين، واليوغ التي انقرضت في أواخر القرن العشرين، أما باقي اللغات الأعضاء في هذه العائلة كالأرين، الأسان، البومبوكول، والكوت، فقد انقرضت منذ ما يقارب القرنين.
يتضح من المصادر الصينية بأن مجموعة الينيسيين الإثنية قد تكون من ضمن الشعوب التي ألفت الكونفدرالية القبلية المعروفة بكيونغنو، و التي يُعتقد تقليدياً بأنها تمثل السلف لشعوب الهون، غير أن هذه الفرضيات تبقى عصية على الإثبات نظراً لشح المعطيات. جملة وحيدة وصلتنا من لغة الجي، تبدو متسقة مع كونها من العائلة الينيسية، والجي هي أحد قبائل الكيونغنو سالفة الذكر كما أنها المؤسسة لدولة زهاو المتأخرة.
قوبل أحد المقترحات الذي افترض وجود ارتباط ما بين اللغات الينيسية من جهة ولغة نا-ديني (Na-Dené) من جهة أخرى بترحيب حذر، علماً بأن النا-ديني هي إحدى لغات الشعوب الأصلية في أمريكا الشمالية.